# Portrait de Jeannine
Le  Portrait de Jeannine est une huile sur toile de Nicolas de Staël réalisée en 1941-1942, à Nice.

## Contexte
Nicolas de Staël, qui s'est engagé dans la Légion étrangère en janvier 1940, est démobilisé en septembre de la même année et il rejoint Jeannine Guillou, sa compagne, qui vit à Nice. Jeannine est peintre, elle est appréciée par un marchand de la rue Masséna, à Nice, ce qui lui permet de faire vivre le couple, alors dans le plus grand dénuement.
Nicolas n'a pas encore trouvé son style. Il tâtonne. Le couple peint souvent de concert de grandes compositions figuratives. L'émulation entre les deux peintres donne du courage à Staël qui rend hommage à sa compagne à la fin de l'année 1941 en réalisant d'elle deux portraits. Son œuvre comporte très peu de portraits : ceux de Jeannine, dont le plus connu est celui au fichu jaune, et celui de sa fille, Anne (Portrait d'Anne, 1953, 89 × 130 cm musée Unterlinden, Colmar).
Pourtant, plus tard, Staël dira : « Quand j'étais jeune, j'ai peint le portrait de Jeannine. Un portrait, un vrai portrait, c'est quand même le sommet de l'art. ».

## Description et réception de la critique
Jeannine est assise dans une attitude pensive, bras croisés, la tête couverte d'un grand fichu jaune qui descend jusque dans son encolure. Elle est vêtue de bleu. Sa silhouette étirée à l'extrême, avec des doigts effilés, ont souvent amené la critique à comparer ce personnage à ceux du Greco que Nicolas a admiré lors d'un voyage à bicyclette entre la Belgique et l'Espagne. C'est même la référence la plus sûre selon Daniel Dobbels bien qu'Arno Mansar ait aussi comparé cette œuvre aux portraits de la période bleue de Picasso. 
Jean-Louis Prat y voit un souvenir de Lucien Fontanarosa auquel il avait servi d'assistant en 1939 pour la décoration du pavillon français à l'Exposition internationale de la technique de l'eau de 1939. 
Selon Daniel Dobbels « Le Portrait de Jeannine en un sens qui a la délicatesse d'un châle, fait don de sa propre lumière intérieure- lumière si intense qu'elle ne peut décliner ses nuances qu'en douceur, jusqu'à laisser deviner cette densité secrète (…) Lumière étrangère à cette crainte que Staël exprime à propos du portrait : "Qu'ai-je peint là ? Un mort vivant, un vivant mort?". En un point qui se laisse ignorer, le jaune de ce châle revient illuminer d'une attention imparable cette Composition en gris et jaune de l'année 1946. »
Sa fille Anne penche plutôt pour un rapport avec la Composition bleue (1946) : « Jeannine mourut sur le quai d'un immense tableau : Composition bleue. » 
Jeannine meurt le 27 février 1946. 